# Браславль (Вологодская область)
Браславль — деревня в Череповецком районе Вологодской области.
Входит в состав Николо-Раменского сельского поселения, с точки зрения административно-территориального деления — в Николо-Раменский сельсовет.
Расстояние по автодороге до районного центра Череповца — 84 км, до центра муниципального образования Николо-Раменья — 14 км. Ближайшие населённые пункты — Заречье, Бузаково, Дмитриево.
По переписи 2002 года население — 19 человек.